# Нижній Суходіл
Нижній Суходіл — село в Україні, у Сєвєродонецькій міській громаді Сєвєродонецького району Луганської області. Населення становить 41 особу.

## Населення
За даними перепису 2001 року населення села становило 100 осіб, з них 85,37 % зазначили рідною українську мову, а 14,63 % — російську.